# Trienza
Le Trienza  est l'un des vraquiers de la British Phosphate Commission employé entre 1938 et 1964 pour acheminer du phosphate depuis plusieurs îles du Pacifique jusqu'aux marchés australiens et néo-zélandais. Outre ces activités commerciales, il a été utilisé durant la Seconde Guerre mondiale pour rapatrier des populations insulaires dispersées au cours de la guerre par les Japonais.

## Histoire
En décembre 1938, le Trienza, construit dans les chantiers de la Lithgows à Glasgow est lancé et baptisé par les deux filles d'Arthur Gay, le commissaire britannique de la British Phosphate Commission (BPC)
Il entre en service dans le Pacifique, effectuant la navette entre les îles à phosphate et les marchés australiens et néo-zélandais alors que la montée des tensions qui vont mener au second conflit mondial se fait jour. En 1939, son pont est renforcé afin qu'une pièce d'artillerie puise y être placée. Comme c'est le cas des trois autres navires de la BPC, son équipage est constitué d'officiers blancs et de marins originaires d'Asie. Ce fait entraîne des protestations du syndicat des marins australiens (Seamen's Union) qui argumentent sur le fait que des navires servant les intérêts de l'Australie doivent être manœuvrés par des Australiens. Le gouvernement de ce pays refuse cependant de donner suite à ces protestations.
Le Trienza, chargé d'amener du ravitaillement à Nauru est rappelé en catastrophe à la suite des premiers bombardements japonais sur Nauru le 8 décembre 1941, au lendemain de l'attaque de Pearl Harbor.
Devant la menace d'invasion japonaise, la décision d'évacuer le personnel de la BPC de Nauru et Ocean island est arrêtée fin janvier 1942. En raison de la présence croissante de bâtiments japonais dans la zone, l'évacuation est confiée au Triomphant des forces navales françaises libres, l'un des navires les plus rapides de l'époque. Un rendez-vous entre le navire français et le Trienza, qui a été camouflé pour l'occasion, est organisé pour le 21 février dans une baie de l'île de Malekula dans les Nouvelles-Hébrides. 50 tonnes de vivres à destination de Nauru entreposées dans les cales du cargo sont transbordées sur le contre-torpilleur.
Le Trienza est utilisé pour rapatrier 759 personnes, rescapées d'un groupe de 1 200 Nauruans déportés dans les îles Truk en Micronésie par les Japonais en 1943. Ils sont transbordés à son bord le 26 janvier 1946. Le transfert dure toute la journée car il faut les transporter en barge sur 32 km avant d'atteindre le mouillage du Trienza. Le lendemain, c'est le grand départ pour Nauru. Après avoir dépassé la grande barrière de récifs marquant l'entrée de Truk, l'allégresse s'empare des Nauruans et ne la quittera plus jusqu'à leur arrivée. Il a été prévu de donner, une fois à destination, une démonstration des chants et danses composés durant leur long exil. Tous s'attèlent avec assiduité à les répéter avant l'arrivée. Le 31 janvier 1946, le Trienza arrive enfin à Nauru. Cette date restera symboliquement importante, elle est choisie pour la proclamation de l'indépendance en 1968. Alors que le navire s'approche de l'île, il est accompagné d'une multitude de canoës et de barges lancés depuis la côte. Depuis le navire où l'excitation est à son comble, les rescapés aperçoivent une foule agitée amassée sur les quais. Les îliens hurlent le nom de leurs proches afin de savoir s'ils sont de ceux qui ont survécu. Lorsque le cargo est enfin ancré au large, la cohue s'installe, les exilés jouent des coudes pour obtenir les premières places dans les barges chargées de les amener à terre ferme. Le soir même, une fête regroupant tous les Nauruans est organisée. Les rescapés font la démonstration des chants et danses qu'ils ont composés durant leur exil.